# Baia Vitjaz'
La baia Vitjaz' (in russo бухта Витязь?) è un'insenatura situata all'interno del golfo di Possiet, sulla costa occidentale del golfo di Pietro il Grande, in Russia. Si affaccia sul mar del Giappone e appartiene al Territorio del Litorale (Circondario federale dell'Estremo Oriente). Studiata in dettaglio nel 1888 dall'equipaggio della corvetta Vitjaz', ha preso il nome della nave (in italiano significa "cavaliere").

## Geografia
La baia Vitjaz', è situata sulla costa occidentale della penisola di Gamov ed è compresa tra capo Taranceva (мыс Таранцева) a nord e capo  Šul'ca (мыс Шульца) a sud. La baia è lunga 2,5 km e larga 1,5 km all'ingresso, ha una profondità massima di 39 m. Al centro dell'insenatura ci sono gli scogli Klykova (камни Клыкова; 42°35′54″N 131°10′22″E) e all'uscita le isole di Tarancev (острова Таранцева), a sud-ovest del capo omonimo. In fondo alla baia c'è il villaggio di Vitjaz'.

## Note

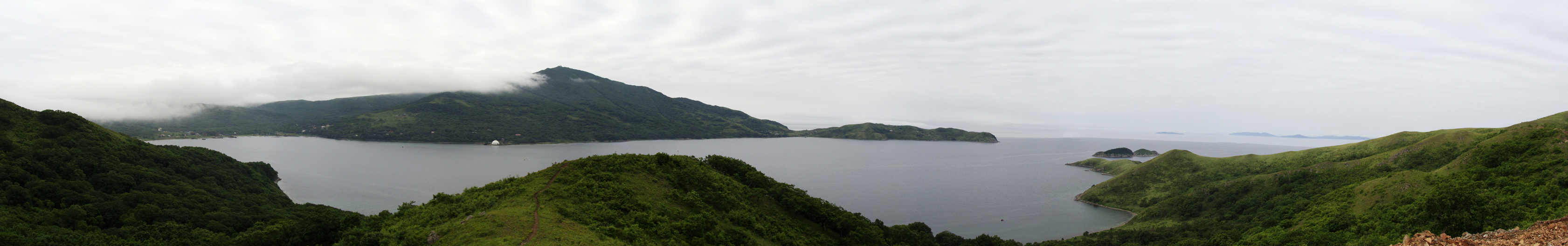
La baia Vitjaz'